# Ланґоль
Ланґоль (перс. لنگل) — село в Ірані, у дегестані Дейламан, у бахші Дейламан, шагрестані Сіяхкаль остану Ґілян. За даними перепису 2006 року, його населення становило 57 осіб, що проживали у складі 18 сімей.

## Клімат
Середня річна температура становить 10,13 °C, середня максимальна – 25,68 °C, а середня мінімальна – -7,36 °C. Середня річна кількість опадів – 387 мм.
| Клімат поселення                              | Клімат поселення | Клімат поселення | Клімат поселення | Клімат поселення | Клімат поселення | Клімат поселення | Клімат поселення | Клімат поселення | Клімат поселення | Клімат поселення | Клімат поселення | Клімат поселення | Клімат поселення |
| Показник                                      | Січ.             | Лют.             | Бер.             | Квіт.            | Трав.            | Черв.            | Лип.             | Серп.            | Вер.             | Жовт.            | Лист.            | Груд.            |                  |
| Середній максимум, °C                         | 4,79             | 5,61             | 8,50             | 14,78            | 19,72            | 24,14            | 25,68            | 25,58            | 22,27            | 18,66            | 11,81            | 6,38             |                  |
| Середня температура, °C                       | −1,29            | −0,45            | 2,42             | 8,70             | 13,64            | 18,08            | 20,70            | 20,60            | 17,30            | 13,67            | 6,85             | 1,42             |                  |
| Середній мінімум, °C                          | −7,36            | −6,54            | −3,66            | 2,61             | 7,56             | 11,99            | 15,73            | 15,62            | 12,32            | 8,72             | 1,87             | −3,57            |                  |
| Норма опадів, мм                              | 35               | 37               | 60               | 49               | 35               | 12               | 12               | 10               | 15               | 33               | 42               | 47               |                  |
| Середньомісячна швидкість вітру, м/с          | 2.00             | 2.55             | 2.87             | 3.18             | 2.51             | 2.28             | 2.16             | 2.01             | 1.90             | 1.91             | 2.14             | 2.02             |                  |
| Середньомісячна сонячна радіація, кДж/м²·день | 7693             | 10150            | 12627            | 16763            | 20671            | 23441            | 23332            | 20376            | 17305            | 12525            | 9318             | 7344             |                  |
| --------------------------------------------- | ---------------- | ---------------- | ---------------- | ---------------- | ---------------- | ---------------- | ---------------- | ---------------- | ---------------- | ---------------- | ---------------- | ---------------- | ---------------- |
| Джерело:                                      |                  |                  |                  |                  |                  |                  |                  |                  |                  |                  |                  |                  |                  |